# Idiops ochreolus
Idiops ochreolus là một loài nhện trong họ Idiopidae.
Loài này thuộc chi Idiops. Idiops ochreolus được Mary Agard Pocock miêu tả năm 1902.